# Ian Stanley Ord Playfair
Ian Stanley Ord Playfair (* 10. April 1894; † 21. Mai 1972) war ein britischer Militärhistoriker und Major General der British Army.

## Biografie
Playfair wurde am Cheltenham College ausgebildet und trat 1913 den Royal Engineers bei. Während des Ersten Weltkrieges wurde er an der Westfront sowohl in Belgien als auch in Frankreich eingesetzt. Im Zuge seines Einsatzes wurde Playfair Mentioned in Despatches und erhielt das Military Cross mit Spange sowie den Distinguished Service Order.
1920 wurde Playfair zum kommandierenden Offizier der Kadetten in der Royal Marine Artillery ernannt. Diesen Posten hatte er bis 1924 inne.
Im Jahr 1930 heiratete Playfair Jocelyn Malan, mit der er später auch Vater von zwei Söhnen wurde.
In der Zeit von 1930 bis 1934 war er Chefausbilder für Feldarbeit und Brückenbau an der Royal School of Military Engineering. Danach wurde Playfair Lehrer am Stabs-Kolleg der British Indian Army in Quetta. Ab 1938 besuchte er das Imperial Defence College und wurde im folgenden Jahr zum Kommandeur der Heeres-Gasschule in Porton Down, Wiltshire.
Nach dem Ausbruch des Zweiten Weltkrieges im September 1939 wurde Playfair 1940 zum Direktor der Planungen im War Office ernannt. Zu Beginn des Jahres 1942 erhielt er die Position des stellvertretenden Oberbefehlshabers und Stabschefs der Landstreitkräfte im ABDACOM, einem kurzlebigen alliierten Kommando für Südostasien und den Südwestpazifik. Ab 1943 war Playfair Stabsoffizier der britischen 11th Army Group unter dem Kommando des Südostasienkommandos. Dabei wurde er 1943 Companion des Order of the Bath.
Playfair ging 1947 in Pension. Später war er Co-Autor der offiziellen britischen Dokumentation des Zweiten Weltkrieges, The Mediterranean and Middle East.

## Werke
- The Mediterranean and Middle East
  - Volume 1: The Early Successes Against Italy, to May 1941, London 1954, Her Majesty’s Stationery Office, ISBN 1-84574-065-3
  - Volume 2: The Germans Come to the Help of Their Ally, 1941, London 1956, Her Majesty’s Stationery Office, ISBN 1-84574-066-1
  - Volume 3: British Fortunes Reach Their Lowest Ebb, London 1960, Her Majesty’s Stationery Office, ISBN 1-84574-067-X
  - Volume 4: The Destruction of the Axis Forces in Africa, London 1966, Her Majesty’s Stationery Office, ISBN 1-84574-068-8